# Tangará da Serra
Tangará da Serra é um município brasileiro do estado de Mato Grosso, Região Centro-Oeste do país. É o sexto município mais populoso de seu estado, com população de 112.547 habitantes, conforme a estimativa do Instituto Brasileiro de Geografia e Estatística (IBGE) em 2024.
Criado em 13 de maio de 1976, sua economia baseia-se na prestação de serviços, agroindústria e agricultura, com destaque para a produção de soja e cana-de-açúcar. O comércio é considerando um dos mais estruturados no interior de Mato Grosso. O município é um polo regional, possuindo também diversos atrativos turísticos, como cachoeiras, pousadas e parques. A origem do nome advém do pássaro Tangará.
Sua área é de 11.323,640 km² e a distância até Cuiabá, capital administrativa estadual, é de 240 quilômetros.
É banhada por vários rios e córregos, sendo o mais importante o Rio Sepotuba. Há destaque também para suas cachoeiras, sendo a Salto das Nuvens e o Salto Maciel as mais conhecidos. 

## História

### Origens e Pioneirismo
Inicialmente, a área que hoje constitui o município de Tangará da Serra ficou por um longo tempo povoada apenas pelas tribos indígenas Nhambiquara e Paresi.  
Segundo as crônicas de Barbosa de Sá os primeiros contatos com outros povos se deram no século XVIII com o aprisionamento dos índios Pareci na cabeceira do rio Sepotuba no início do século XX, quando a Comissão liderada por Cândido Rondon palmilhava a região em 1913, com o auxílio dos índios Pareci e Nhambiquara. A Comissão abriu uma rodovia nos chapadões dos Pareci (construiu uma casa para Rondon no Assentamento Antônio Conselheiro e uma ponte sobre o Rio Sepotuba), implantou uma estação de telégrafo e fez estudos sobre a flora e a fauna locais. Na sequência, vários extrativistas mudaram-se para o local interessados pela mata de poaia, planta medicinal.
Em seu projeto inicial, a área de Tangará da Serra deveria formar uma comunidade japonesa, que não teve êxito devido às más relações do Japão no cenário mundial, que também influía o Brasil, durante a Segunda Guerra Mundial. Assim, apenas as glebas de brasileiros ganharam liberação para colonização, a partir de 1954. 
Em 1959, a Companhia de Terras instala-se em Tangará da Serra com o objetivo de implantar uma colônia de terras e o cultivo de café, arroz, milho e feijão. A intensa propaganda fez com que várias famílias migrassem de outros estados para a região, no anseio de possuírem terras bem maiores em relação às que já possuíam onde viviam. Os senhores Júlio Martinez Benevides, Fábio Lissere, Joaquim Aderaldo de Souza e Joaquim Oléa fundaram a Sociedade Imobiliária Tupã para a Agricultura (SITA) para implantar loteamentos na região de Tangará da Serra, por causa do clima e do solo fértil, condições que já haviam incentivado o loteamento de Glebas Santa Fé, Esmeralda e Juntinho (no então município de Barra do Bugres).
A SITA queria formar um centro agrícola. Primeiro vieram os madeireiros, para limpar os terrenos que depois foram distribuídos para os colonos. Nos primeiros tempos, a cafeicultura teve presença marcante na economia de Tangará da Serra.

### Formação Administrativa e Etimologia
Com o sucesso do loteamento Tangará da Serra, houve a elevação à categoria de distrito em 6 de janeiro de 1969, através da Lei Estadual 2.906, no município de Barra do Bugres. Logo, nasce o sentimento de emancipação política, mas ainda não havia motivação para a criação de novos municípios, o que logo fez a Comunidade Local pressionar o Governo Federal e Estadual. Houve ainda a tentativa de José Armando Barbosa Mota, então prefeito de Barra do Bugres, ao qual pertencera Tangará da Serra, propondo a transferência da sede do município para a região além da Serra Tapirapuã.
Em 13 de maio de 1976 houve a emancipação política do município, através da Lei Estadual nº 3.687/1976, com áreas desmembradas dos municípios de Barra do Bugres e Diamantino. Os pioneiros deram ao lugar o nome inspirado no pássaro Tangará e na Serra de Tapirapuã, batizando a localidade como Tangará da Serra.

### Após a Emancipação
Desde a emancipação, a cidade assumiu uma importante posição de polo regional, sendo um dos principais municípios do interior de Mato Grosso. Sua economia,  que esteve por muito tempo ligada à cafeicultura, passou a diversificar-se cada vez mais. A migração, tão marcante na história do município, se acentuou ainda mais após a emancipação. Em poucos anos, Tangará da Serra se fortaleceu e cresceu rapidamente, superando, inclusive, o município de origem, Barra do Bugres, bem como outros municípios já constituídos há muito tempo na região.
O desenvolvimento urbano exigiu melhorias na infraestrutura, aliadas com Planejamento Urbano e a criação de um Plano Diretor Municipal, além de investimentos significativos em diversos setores.

## Geografia
O município possui uma área de 11.565,976 km². Localiza-se a uma latitude 14º 37' 10" sul e a uma longitude  57º 29' 25 " oeste. As reservas indígenas ocupam 53% do território tangaraense. O Fuso Horário em vigor é o UTC -4:00.

### Clima

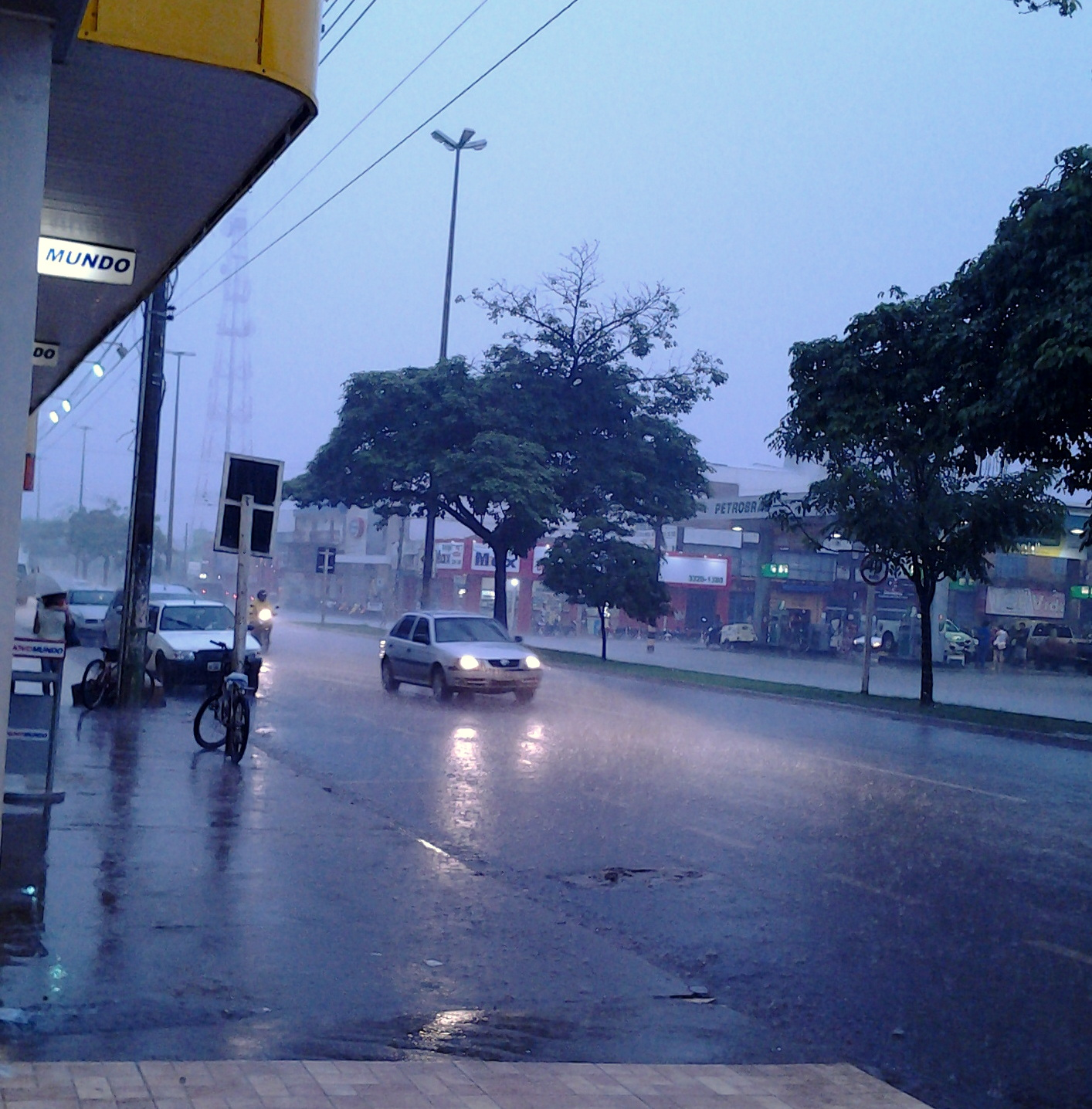
Dia chuvoso na Avenida Brasil. A precipitação aumenta, geralmente, entre os meses da primavera e do verão.

O clima do município é o tropical chuvoso quente e úmido, dividido em dois períodos bem definidos: chuvas entre setembro e abril, e estiagem entre maio e agosto. Com temperaturas médias entre 16 e 36 graus, variando de acordo com a época do ano, é considerada uma cidade quente. No inverno, Tangará da Serra costuma ficar entre as cidades que registram as menores temperaturas no estado. Em julho de 2013, os termômetros chegaram a marcar 7,4 graus, batendo o recorde anual.
| Temperatura média em Tangará da Serra | Temperatura média em Tangará da Serra | Temperatura média em Tangará da Serra | Temperatura média em Tangará da Serra | Temperatura média em Tangará da Serra | Temperatura média em Tangará da Serra | Temperatura média em Tangará da Serra | Temperatura média em Tangará da Serra | Temperatura média em Tangará da Serra | Temperatura média em Tangará da Serra | Temperatura média em Tangará da Serra | Temperatura média em Tangará da Serra | Temperatura média em Tangará da Serra | Temperatura média em Tangará da Serra |
| Mês                                   | Jan                                   | Fev                                   | Mar                                   | Abr                                   | Mai                                   | Jun                                   | Jul                                   | Ago                                   | Set                                   | Out                                   | Nov                                   | Dez                                   | Ano                                   |
| ------------------------------------- | ------------------------------------- | ------------------------------------- | ------------------------------------- | ------------------------------------- | ------------------------------------- | ------------------------------------- | ------------------------------------- | ------------------------------------- | ------------------------------------- | ------------------------------------- | ------------------------------------- | ------------------------------------- | ------------------------------------- |
| Máxima temperatura média °C           | 32,1                                  | 31,7                                  | 31,7                                  | 33,6                                  | 32,1                                  | 30,9                                  | 31,7                                  | 33,4                                  | 32,7                                  | 32,9                                  | 33,7                                  | 33,2                                  | 32,4                                  |
| Mínima temperatura média °C           | 21,3                                  | 22                                    | 20,9                                  | 20,6                                  | 18,6                                  | 15,9                                  | 15,7                                  | 17,5                                  | 19,3                                  | 21,2                                  | 21,8                                  | 21,3                                  | 19,6                                  |
| Precipitação média mm                 | 312,4                                 | 271,6                                 | 231,2                                 | 148,7                                 | 47,4                                  | 18,2                                  | 11,1                                  | 12,7                                  | 59,1                                  | 138,6                                 | 196,7                                 | 278                                   | 1448,2                                |

#### Relevo e vegetação

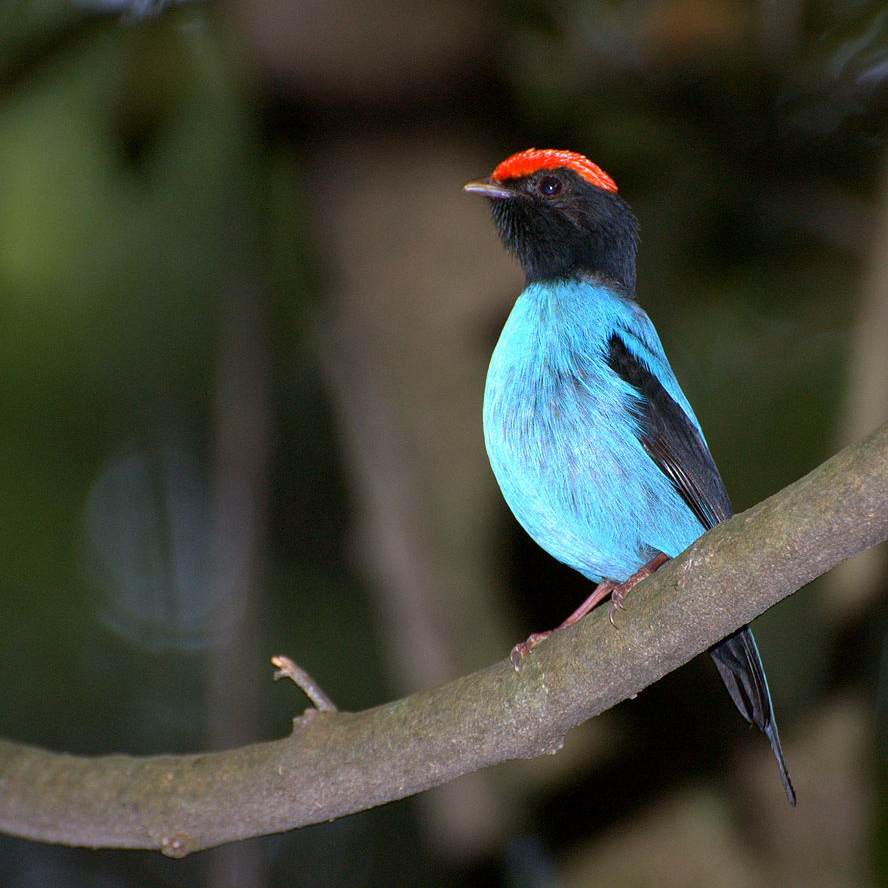
Pássaro Tangará, ave que inspirou o nome do município.

O relevo tangaraense é caracterizado pela topografia plana (95%), enquanto, topografias suavemente onduladas e montanhosas formam 5% do relevo. A localização de Tangará da Serra entre as serras de Tapirapuã e dos Parecis delimita dois ecossistemas importantes no território brasileiro: o Pantanal (Sul) e o Chapadão do Parecis (Norte). A Serra dos Parecis é o divisor de águas entre as bacias do Amazonas (Norte) e do Paraguai-Paraná (Sul).
O solo é de formação basáltica, que data, aproximadamente, 120 milhões de anos. As características marcantes deste solo são o basalto chumbo cinzento e diabásios intercalados. Quanto à vegetação, Tangará da Serra possui matas densas nas encostas e no alto da Serra Tapirapuã, e cerrado no alto da Serra dos Parecis.

### Hidrografia
As características geográficas de Tangará da Serra propiciam a ocorrência de inúmeras nascentes de rios e águas cristalinas, cachoeiras e matas abundantes. O município é banhado por diversos rios, sendo os mais importantes o Rio Sepotuba, Rio Formoso e Rio Juba.

## Demografia

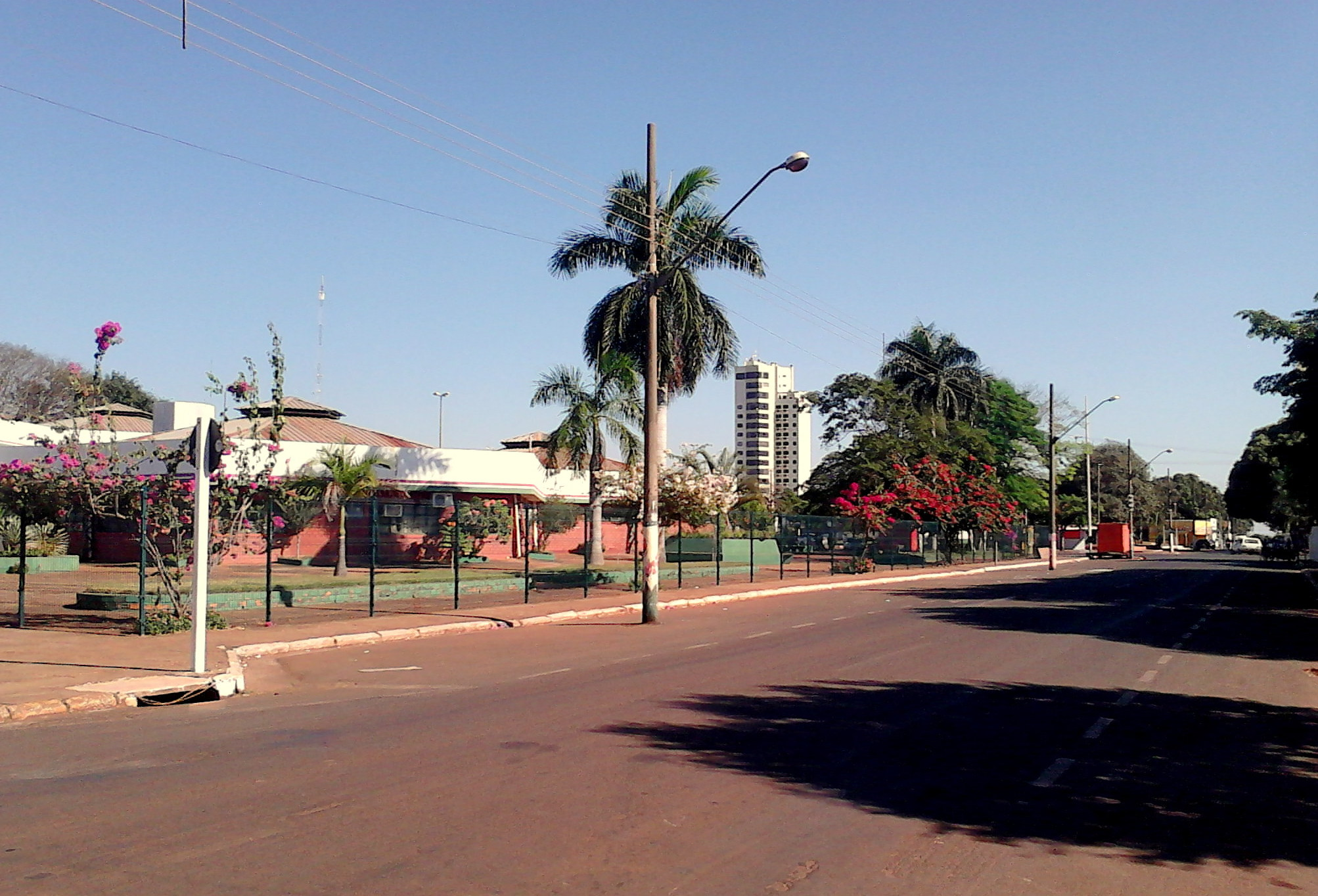
Rua José Cândido Melhorança

Segundo a estimativa do IBGE, publicada em agosto de 2011, a população era de 87 945 habitantes. Já em 2013, a população estava estimada em 90 252 habitantes. Em 2018, a população estava estimada em 101,764 habitantes. Em 2020, A cidade tinha 105.771 habitantes. Tangará da Serra é a principal cidade da Mesorregião do Sudoeste Mato-Grossense e corresponde a 3% da população de Mato Grosso. Cerca de 90% da população vive na Zona Urbana do município, sendo 50,2% homens e 49,8% mulheres. Já os jovens com menos de 20 anos formam 38% da população total. A migração caracteriza o perfil demográfico do município, que atrai pessoas de diferentes estados do país. O município é considerado uma área de povoação recente, tendo em vista que seu início data a década de 1960, com um grande número de migrantes, vindos, principalmente, dos estados de Minas Gerais, São Paulo, Paraná e alguns estados do Nordeste. A partir da década de 1980, mais migrantes da Região Sul passaram a compor a população de Tangará da Serra.

### Crescimento Populacional
Em 2018, a população estimada pelo IBGE era de 101.764 habitantes. Desde a década de 1990 a cidade tem experimentado um crescimento populacional expressivo, chegando a uma média de crescimento de 30% a cada cinco anos. Nos últimos anos, a cidade teve um crescimento relativamente alto, sendo este notado com o número elevado de casas em construção nos bairros do setor norte do município, juntamente com o surgimento de outros loteamentos de grande porte.

### Pobreza e desigualdade
Segundo o IBGE, no ano de 2003, o Coeficiente de Gini, que mede a desigualdade social era de 0,44, sendo que 1,00 é o pior número e 0,00 o melhor. Naquele ano, a incidência da pobreza, medida pelo IBGE, era de 33,63%, o limite inferior da incidência de pobreza era de 30,88%, o superior era de 36,39% e a incidência de pobreza subjetiva era de 27,03%. . O Índice de Desenvolvimento Humano Municipal (IDH-M) de Tangará da Serra é considerado alto pelo alto pelo Programa das Nações Unidas para o Desenvolvimento (PNUD). Em 2010 seu valor era de 0,729, ocupando a 1 052ª posição entre os municípios brasileiros.
O rápido crescimento da população entre as décadas de 1990 e 2000, provocado pelo desenvolvimento econômico do município, fez com que fossem criados novos loteamentos na cidade, os quais muitos destes não possuíam, a princípio, boa infraestrutura, mas que vêm ganhando obras de urbanização ao longo dos anos.

### Religião
Conforme dados do Censo de 2010, realizado pelo IBGE, a população tangaraense é formada por católicos apostólicos romanos (64,03%), evangélicos (23,86%), sem religião (6,82%), tradições indígenas (1,50%), espíritas (1,02%), testemunhas de Jeová (0,62%), umbanda e Candomblé (0,17%), ateus (0,16%), católicos apostólicos brasileiros (0,10%, budistas (0,07%), Tradições Esotéricas (0,03%), espiritualistas (0,01%) e católicos ortodoxos (0,01%), e a partir de 2016 também os mórmons.

### Desenvolvimento Humano
No período 1991-2000, o Índice de Desenvolvimento Humano Municipal (IDH-M) de Tangará da Serra cresceu 14,87%, passando de 0,679 em 1991 para 0,780 em 2000. A dimensão que mais contribuiu para este crescimento foi a Educação, com 41,3%, seguida pela Longevidade, com 34,7% e pela Renda, com 24,1%. Neste período, o hiato de desenvolvimento humano (a distância entre o IDH do município e o limite máximo do IDH, ou seja, 1 - IDH) foi reduzido em 31,5%.
Se mantivesse esta taxa de crescimento do IDH-M, o município levaria 10,2 anos para alcançar São Caetano do Sul (SP), o município com o melhor IDH-M do Brasil (0,919), e 3,4 anos para alcançar Sorriso (MT), o município com o melhor IDH-M do estado (0,824).
Em 2000, o Índice de Desenvolvimento Humano Municipal de Tangará da Serra é 0,780. Segundo a classificação do PNUD, o município está entre as regiões consideradas de médio desenvolvimento humano (IDH entre 0,5 e 0,8).
Em relação aos outros municípios do Brasil, Tangará da Serra apresenta uma situação boa: ocupa a 758ª posição, sendo que 757 municípios (13,6%) estão em situação melhor e 4812 municípios (86,3%) estão em situação pior ou igual.
Atualmente no Brasil existem 5570 municípios.
Em relação aos outros municípios do Estado, Tangará da Serra apresenta uma situação boa: ocupa a 14ª posição, sendo que 13 municípios (9,15%) estão em situação melhor e 129 municípios (90,8%) estão em situação pior ou igual.
O índice de seu IDH é superior à média estadual, que é de 0,796. Posteriormente supera também a média nacional, que é de 0,718.

## Economia
O Produto Interno Bruto (PIB) de Tangará da Serra vem evoluindo, representando cerca de 2,3% na participação do estado, sendo o 8º maior de Mato Grosso, destacando-se na agricultura, agropecuária, indústria e prestação de serviços. Os setores do agronegócio e prestação de serviços são os que mais geram emprego e renda no município.

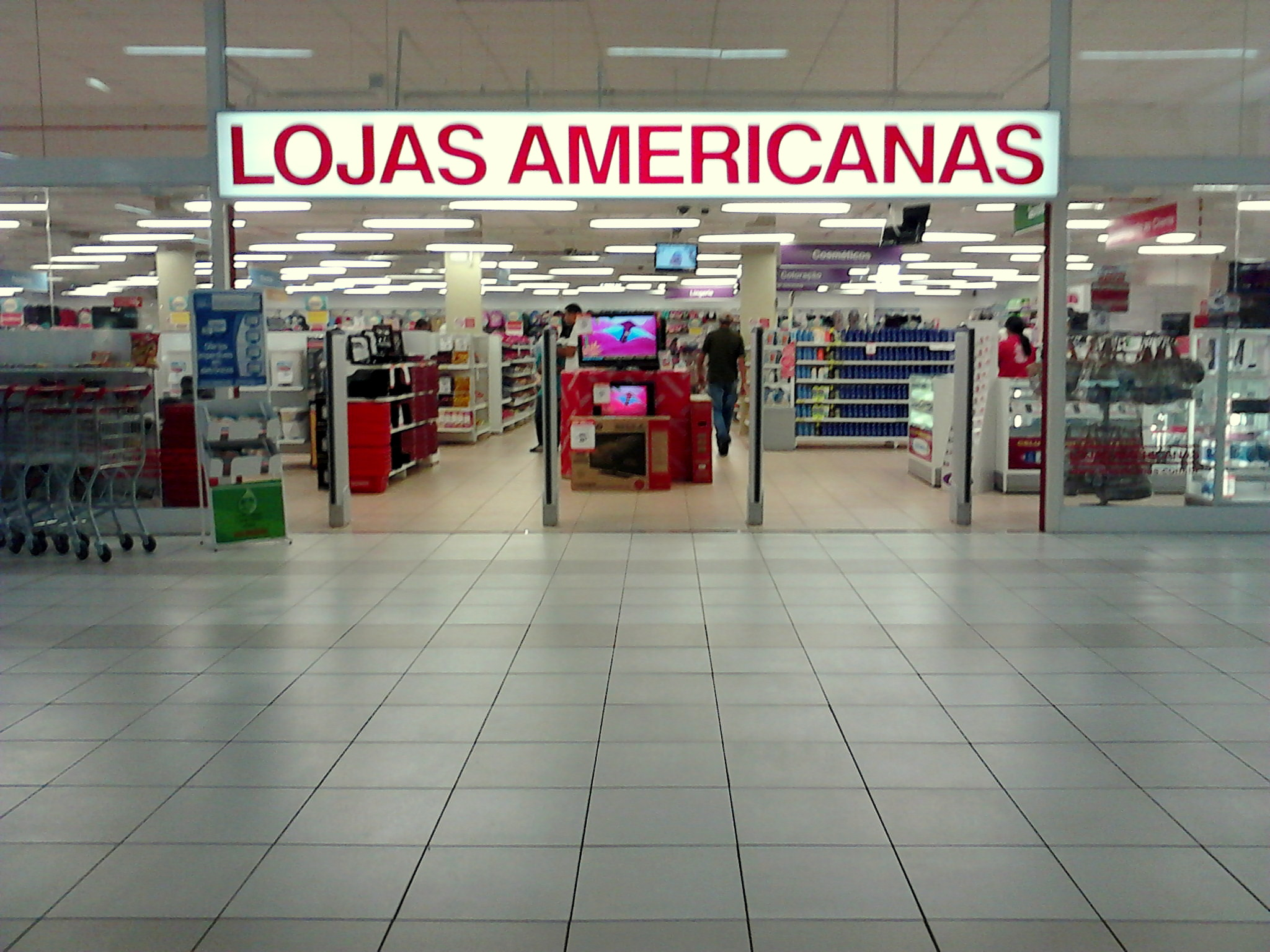
Filial da Lojas Americanas, inaugurada em novembro de 2011, no Tangará Shopping.

### Setor primário
A agropecuária é um setor econômico importante na economia tangaraense. De todo o PIB do município, 224 057 reais é o valor adicionado bruto da agropecuária. Segundo o IBGE, em 2012, o município possuía 229 668 bovinos, 2 017 equinos, 254 345 galinhas, 2 584 657 galos, frangos e pintinhos, 2 500 codornas. 9 720 suínos e 210 caprinos. No mesmo ano, o município produziu 7 306 litros de leite de vaca, 59 000 dúzias de ovos de codorna, 5 246 dúzias de ovos de galinha e 5 310 quilos de mel-de-abelha. Na lavoura temporária são produzidos principalmente a Cana-de-açúcar (1 132 013 toneladas), soja (190 800 toneladas), algodão (31 194 toneladas), arroz 6 978 (toneladas) e girassol (1 961 toneladas). O município produz ainda, em menor escala, café, melancia, mandioca, abacaxi, tomate, banana, feijão, milho, coco, limão e maracujá.

### Setor secundário
A indústria é, atualmente, o segundo setor mais relevante para a economia do município. De acordo com os dados do IBGE, divulgados em 2012, 342 278 reais é o valor adicionado bruto da indústria.
A Indústria Alimentícia tem maior destaque. Tangará da Serra conta com um Plano de Incentivo a novas empresas, que tem atraído alguns investimentos importantes (Lei nº 2168/2004 de 23 de junho de 2004, alterada pelas leis nº 2371/2005 e nº 2424/2005). O Plano oferece incentivo para a instalação de Indústrias no município como a doação de terreno, a terraplanagem, energia elétrica no local (no padrão), isenção dos impostos municipais, e o PRODEI (através do Governo do estado - isenção de ICMS).
Ressaltamos a Anhambi Alimentos Norte Ltda., que conta com 165 aviários em sistema de integração e abate 80 mil aves/dia, com potencial de ampliação para 120 mil aves/dia, e possui, também, de 07 à 10 postos de trabalho com 950 funcionários.
O Marfrig Ltda abate hoje 1.100 bovinos/dia, com capacidade instalada de 1.500 cabeças/dia, abastecendo, também o comércio exterior. A empresa possui 21 postos de trabalho com 1.050 funcionários.
Há indústrias de Etanol com pretensões de investir 3 Bilhões em Tangará da Serra.

### Setor terciário

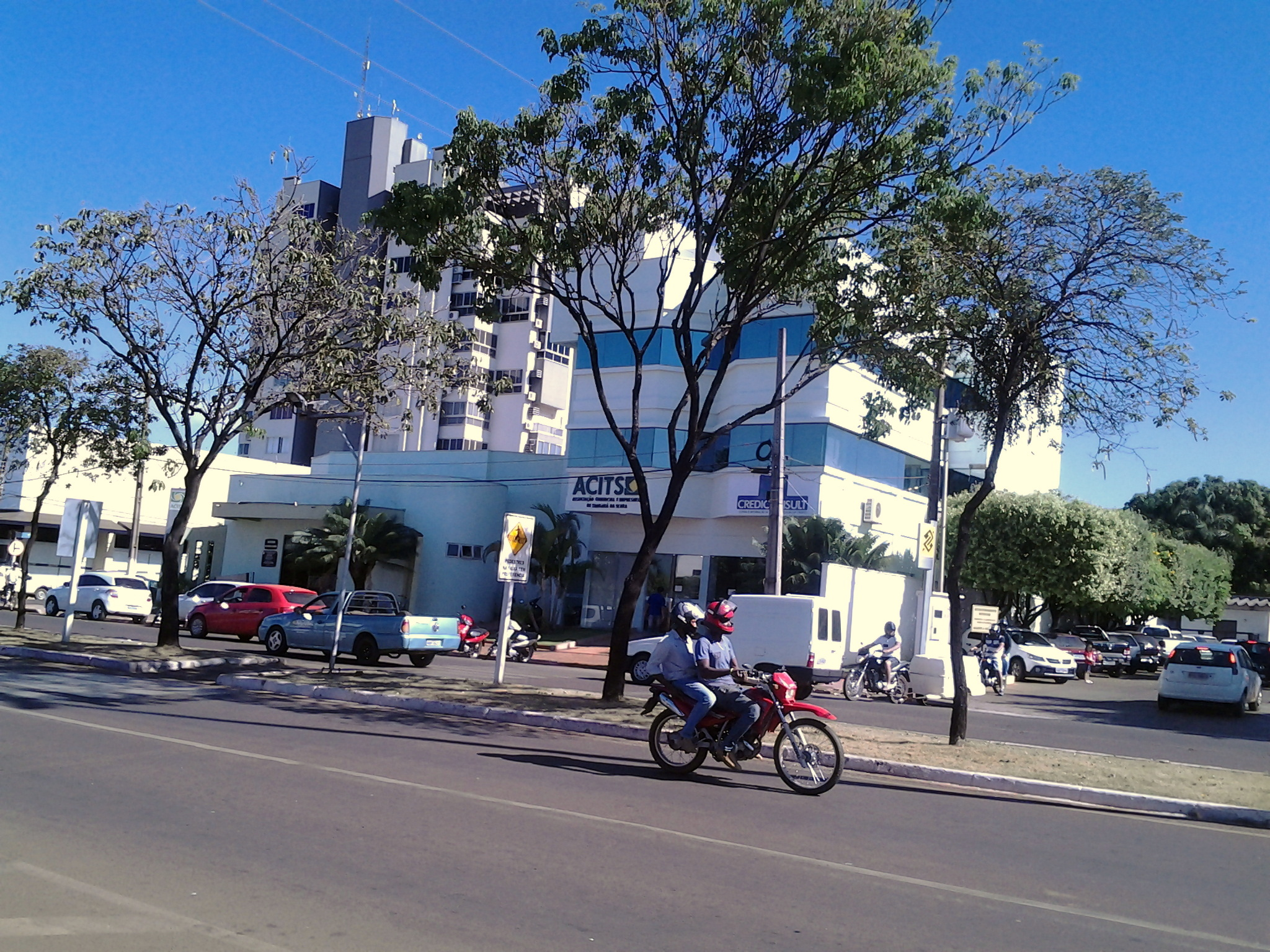
Prédio da Associação Comercial e Empresarial de Tangará da Serra, situado à Avenida Presidente Tancredo Neves, região central da cidade.

O setor terciário é o maior destaque da economia tangaraense. A prestação de serviços rende 864 792 reais ao valor PIB municipal. Neste setor, Tangará da Serra apresenta um grande potencial e crescimento expressivo, despertando a atenção de investidores de diversas regiões do país. O comércio local atrai pessoas de diversas cidades vizinhas e é considerado um dos mais fortes do interior do estado, o que consolida a cidade como prestadora de serviços na região. De acordo com o IBGE, a cidade possuía, em 2011, 2 882 unidades locais, 2 792 empresas e estabelecimentos comerciais atuantes e 36 804 trabalhadores, sendo 20 158 pessoal ocupado total e 16 646 pessoal ocupado assalariado. Salários, juntamente com outras remunerações somavam 271 574 reais e o salário médio mensal era de 2,2 salários mínimos. Referência em Mato Grosso, a cidade hoje recebe mensalmente inúmeros consumidores e é o maior centro de compras e lazer da região. Sendo pólo na região, possui empresas locais de grande nome e que possuem filiais em todo o estado ou atendem grande parcela do país, dentre elas: B&P Informática, Piccoli Transportes, Hiper Gotardo, Univida Santa Cruz, dentre outras. Nos últimos anos, grandes franquias e empresas se instalaram na cidade, como a Novo Mundo, Clube Turismo, Lojas Americanas, O Boticário, Cacau Show, Subway, Burger King, Atacadão e Casas Bahia. No turismo, conta com diversas agências, além da CVC Turismo. Outras grandes lojas varejistas instaladas são: Gabriela Calçados, Tecelagem Avenida e Stuzio Z, as três com grandes lojas espalhadas por Mato Grosso. O potencial econômico de Tangará da Serra também despertou a atenção da rede de lojas de departamentos Havan, que em 2014 instalou na cidade a 5ª loja no estado e 76ª mega loja no Brasil. A região central concentra uma parcela expressiva do comércio e da prestação de serviços, com escritórios contábeis, oficinas mecânicas, escritórios de advocacia, cabeleireiros, clínicas de estética, escolas de idiomas, comércio varejista de vestuário e acessórios, comércio popular, artesãos, lojas de variedades, farmácias, sorveterias e fornecimento de alimentos para consumo domiciliar, pet shops, relojoarias, além de grandes empresas varejistas de eletrodomésticos, materiais para construção e artigos para o lar. A cidade possui diversas galerias, um centro comercial e um shopping center, além de centros de eventos e casas noturnas.

## Política
De acordo com a Constituição de 1988, Tangará da Serra está localizada em uma república federativa presidencialista. A administração municipal se dá pelo Poder executivo e Poder legislativo.
O Poder legislativo é constituído pela câmara municipal, composta por 14 vereadores eleitos para quatro anos de mandato.
O município é regido por Lei Orgânica. A cidade é ainda a sede de uma Comarca.
Em 2006, de acordo com o TRE, havia um total de 47 065 eleitores no município, número que apresentou crescimento, chegando a 61 300 eleitores aptos em março de 2014, sendo o quinto eleitorado de Mato Grosso.
Em 2011, a Câmara Municipal de Tangará da Serra cassou os mandatos do prefeito Júlio Cézar Ladeia (PR), o vice, José Jaconias (PT), além de cinco vereadores. O grupo foi acusado de desonestidade política e irregularidades na Saúde do município. Assim, o presidente da Câmara, Miguel Ramanhuk (DEM) assumiu o cargo de prefeito interino. Já em 1 de outubro, Saturnino Masson assume a prefeitura, após ser eleito através de eleição indireta, decidida pelos vereadores em exercício. Desta forma, Tangará da Serra se tornou a primeira cidade a realizar eleição indireta após o fim da Ditadura militar. Em 21 de maio de 2014 a Mesa Diretora da Câmara Municipal de Tangará da Serra publicou o Decreto 0675/2014, que declarou extinto o mandato do prefeito Fábio Martins Junqueira (PMDB), a extinção do cargo deu-se em virtude de sentença condenatória de suspensão dos direitos políticos, transitada em julgado de Fábio Martins Junqueira, no mesmo ato a Câmara notificou ao vice-prefeito José Pereira Filho, o “Zé Pequeno”, (PT) para tomar posse, o que ocorreu em 22 de maio de 2014. No entanto, em 25 de novembro de 2014, Fábio Martins Junqueira assumiu novamente a prefeitura de Tangará da Serra, depois da decisão ter sido publicada no site do Tribunal de Justiça de Mato Grosso. Desta forma, juntamente com a certidão de quitação eleitoral, o prefeito afastado pôde então retornar ao cargo.
Em 1º de janeiro de 2021, após dois mandatos de Fábio Junqueira, o candidato do PSD, Vander Masson, que venceu o pleito de 15 de novembro de 2020, com 72,73% dos votos válidos, o equivalente a 31.606 votos, tomou posse como novo prefeito de Tangará da Serra.

## Estrutura urbana

### Saúde
Em 2009, conforme o IBGE, o município possuía 50 estabelecimentos de saúde, sendo 9 deles federais, 17 municipais e 24 privados. Na rede pública, o município conta com uma Unidade Mista de Saúde, Postos de Saúde (PSFs) distribuídos em alguns bairros e também com o atendimento do SAMU. Na rede privada, há hospitais, clínicas e serviços odontológicos, contando com profissionais especializados nas mais diversas áreas da saúde.

### Educação
Segundo dados de 2010, a rede municipal de ensino era composta por quatro creches, com 802 alunos matriculados e 29 escolas de ensino fundamental, com um total de 9.053 alunos.  Na rede estadual, havia 12.419 alunos matriculados nas 16 escolas. Ainda em 2010, havia cerca de 260 alunos matriculados na Escola Especial Raio de Sol - APAE de Tangará da Serra. Nas 11 escolas particulares, havia um total de 1.828 alunos. Entretanto, os dados divulgados pelo IBGE em 2012 apontam o crescimento desses números. Ainda assim, a demanda no município é muito grande, por esse motivo novas creches e escolas estão em fases de licitação e construção, acompanhando o crescendo populacional.

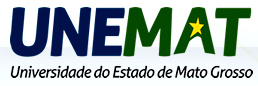
Logo da UNEMAT.

Existe também uma grande oferta de cursos técnicos em instituições públicas e particulares. Em um levantamento feito nas escolas, havia mais de 50 cursos em diversas áreas de atuação. Em 2014, houve a implantação do campus do Instituto Federal de Mato Grosso, o IFMT.
O município possui características de cidade universitária, uma vez que possui diversas instituições de ensino superior, sendo que em 2011 havia cerca de 3775 alunos matriculados no Ensino Superior. No ensino público, destaca-se a atuação do campus da Universidade do Estado de Mato Grosso que oferta nove cursos de graduação, além dos cursos de pós-graduação, mestrado e doutorado.
No ensino privado, a cidade conta com instituições particulares como a Universidade de Cuiabá.
| Ensino pré-escolar | 2 081  | 281 | 26 |
| Ensino fundamental | 12 643 | 645 | 46 |
| Ensino médio       | 4 528  | 107 | 14 |

### Criminalidade e Segurança
Como acontece na maioria dos municípios brasileiros, a criminalidade ainda é um grande problema em Tangará da Serra. Por força da Constituição Federal do Brasil, Tangará da Serra possui uma guarda municipal, além da presença da Polícia civil e Polícia militar. Em 2012, foram instalados pontos de monitoramento para abrigarem 15 câmeras de segurança, que auxiliarão no monitoramento e policiamento nos locais de maior fluxo de pessoas e veículos e também nas principais praças da cidade.

### Saneamento básico

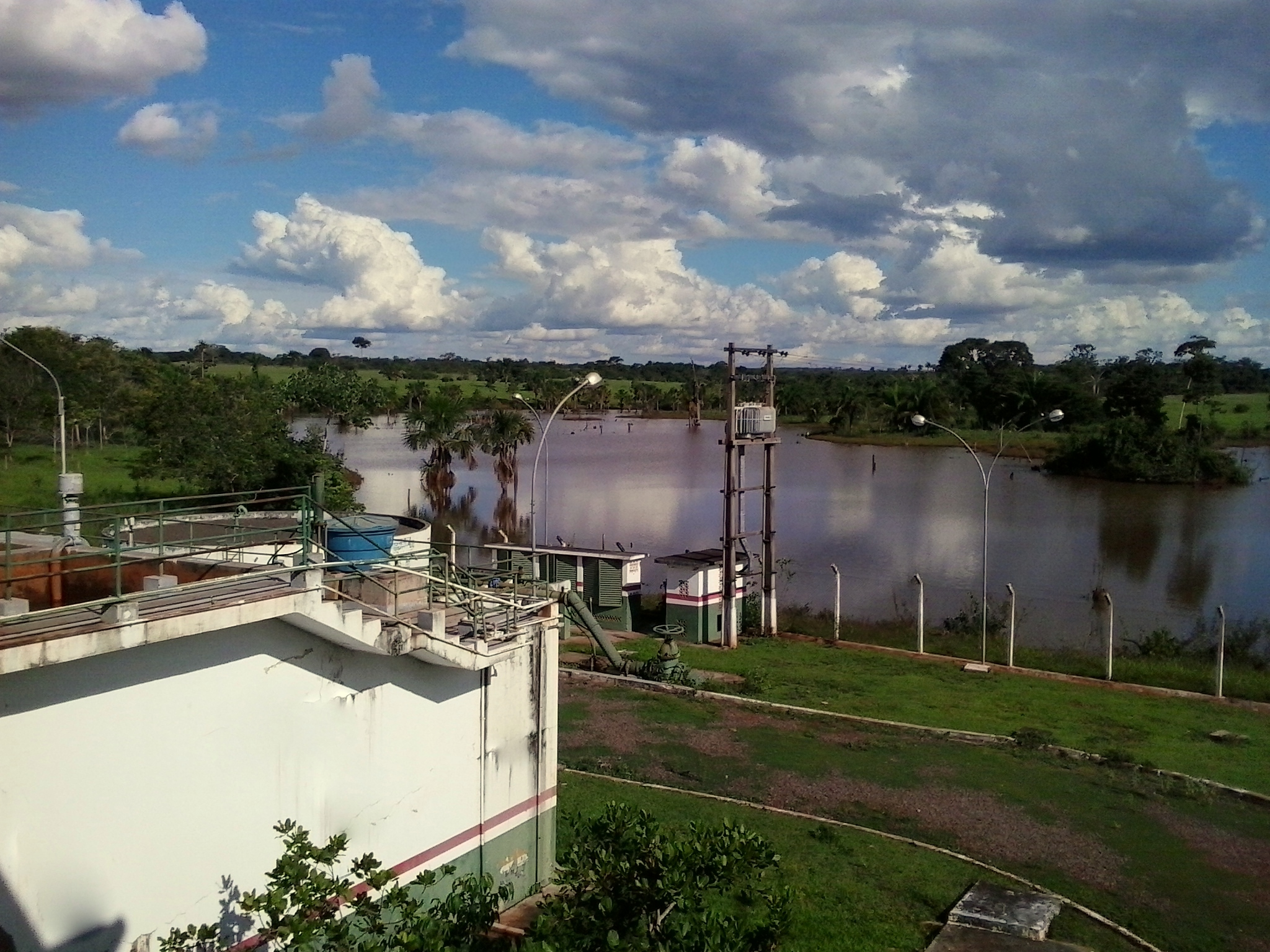
Estação de Tratamento de Água do SAMAE, no interior do município.

Em Tangará da Serra, o serviço de tratamento de água, esgoto e coleta de lixo é realizado pela autarquia municipal SAMAE - Serviço Autônomo Municipal de Água e Esgoto de Tangará da Serra. Da década de 1980 até o ano de 1998 o saneamento estava a cargo da Companhia de Saneamento do Estado de Mato Grosso (SANEMAT), que foi extinta, passando a responsabilidade de saneamento para os municípios em todo o estado de Mato Grosso. Assim, o município de Tangará da Serra criou o Departamento de Água e Esgoto (DAE) em 1998. No início da década de 2000, discutiu-se muito sobre a privatização do serviço, até no ano de 2003 optou-se pela criação da autarquia SAMAE. No ano de 2011, segundo o próprio SAMAE, 99% das residências tinham acesso à água encanada e 98% à coleta de lixo. Seis poços garantem o abastecimento de água em toda a área urbana nos 400 km de extensão de rede subterrânea. A água que abastece a população é oriunda do Rio Queima Pé, que tem como adutores os córregos Cristalino, Figueira e Tapera. Em 2013, havia aproximadamente 28 000 ligações de água no município, número que aumentou para mais de 30 000, em 2016. O SAMAE abastece todo o distrito-sede de Tangará da Serra e também garante o abastecimento de água tratada nos distritos de Progresso, São Joaquim do Boche, além de algumas residências localizadas na Gleba Triângulo e Assentamento Antônio Conselheiro, através de poços artesianos. A rede de esgoto tem 7 km de rede subterrânea e tem cobertura de 34%, devendo aumentar para 55%, com as obras do PAC 2. A produção diária de lixo gira em torno de 65 toneladas. No centro urbano a coleta do lixo orgânico é realizada diariamente, enquanto que a coleta seletiva é realizada duas vezes na semana; nos demais bairros, a coleta do lixo orgânica é realizada três vezes e o lixo reciclável é coletado uma vez na semana. O lixo domiciliar é depositado no aterro sanitário, onde recebe o tratamento adequado pelo SAMAE. Uma cooperativa de recicladores selecionam e comercializam o lixo seco recolhido, pela coleta seletiva. Em 2010, Tangará da Serra tornou-se a primeira cidade do estado a cobrir todos os bairros com o serviço de Coleta seletiva.

### Trânsito

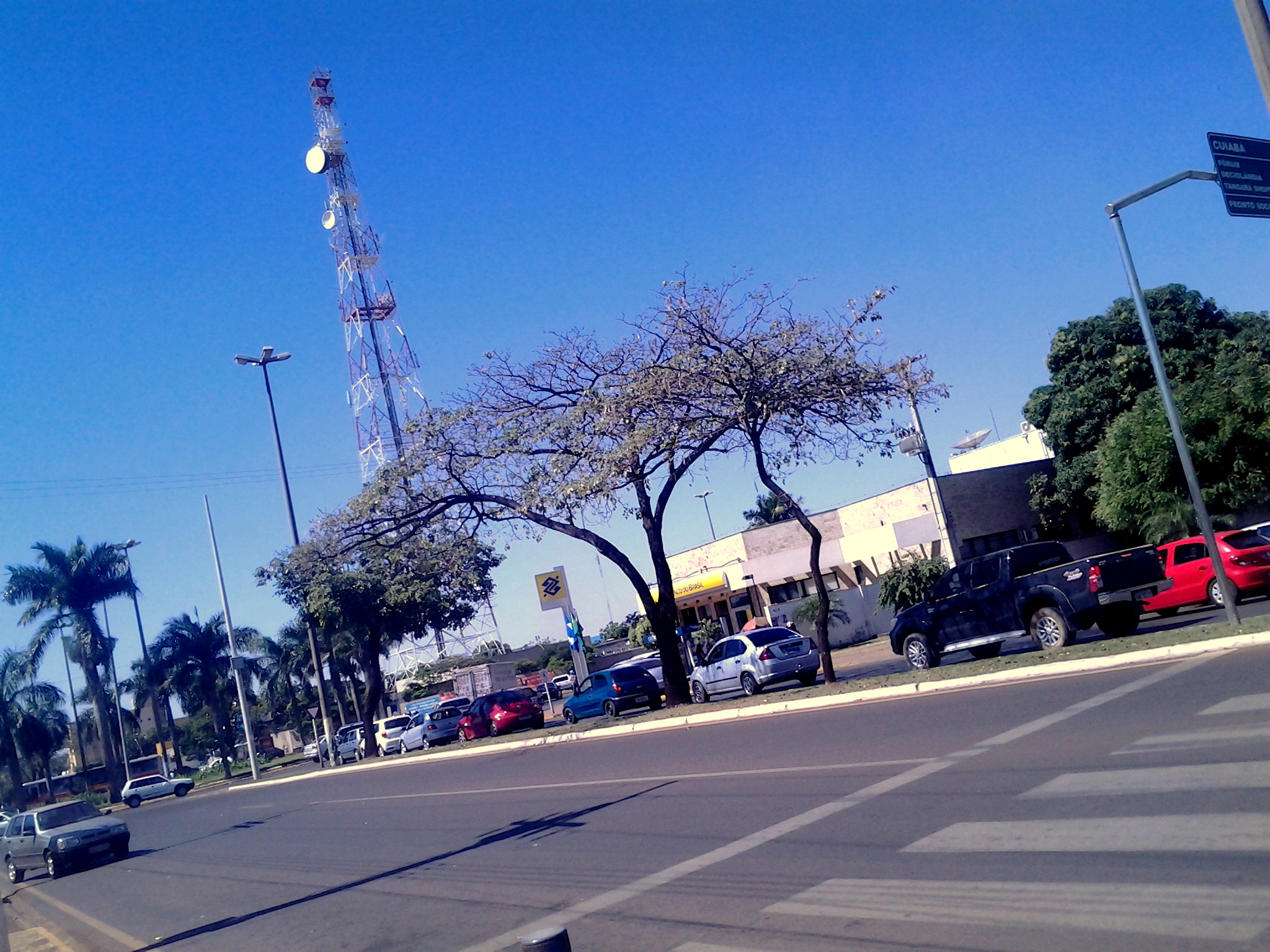
Avenida Brasil, principal via pública na região central da cidade. Nos últimos anos, percebeu-se um crescimento expressivo da frota de veículos em circulação na área urbana do município.

Segundo o DETRAN-MT, a frota de veículos em circulação cadastrados no município em 2012 era de 46.577 veículos. O trânsito da cidade já foi considerado modelo, mas ao longo dos últimos anos, com o crescimento da frota de veículos, o município vem perdendo uma posição de destaque devido ao aumento de mortes, acidentes e infrações no trânsito. O sistema de faixa de segurança funciona bem, mas carece de melhorias na sinalização e no planejamento. Em 2014, foram instalados alguns semáforos nas principais vias da cidade, visando melhorias no trânsito.
No Transporte público urbano, ônibus fazem linhas que atendem algumas regiões da cidade.

### Transporte Aeroviário
O Aeroporto de Tangará da Serra iniciou em abril de 2017 operação de voos comerciais, operados pela Asta Linhas Aéreas, depois de adequações realizadas no aeroporto pela Prefeitura Municipal. A pista é pavimentada e possui estacionamento para aeronaves de pequeno e médio porte.

### Transporte Rodoviário
A rodovia MT-358 liga a cidade de Tangará da Serra aos municípios de Campo Novo do Parecis, Nova Olímpia, Barra do Bugres, Jangada e dá acesso à capital, Cuiabá, enquanto a MT-480 liga a cidade ao distrito de Deciolândia, no município de Diamantino. A BR-364 não corta o município e apenas faz limite entre Tangará da Serra e o município de Campo Novo do Parecis. O único Terminal Rodoviário de Tangará da Serra é a principal estação de transporte intermunicipal e interestadual da cidade.

### Habitação, serviços e comunicação

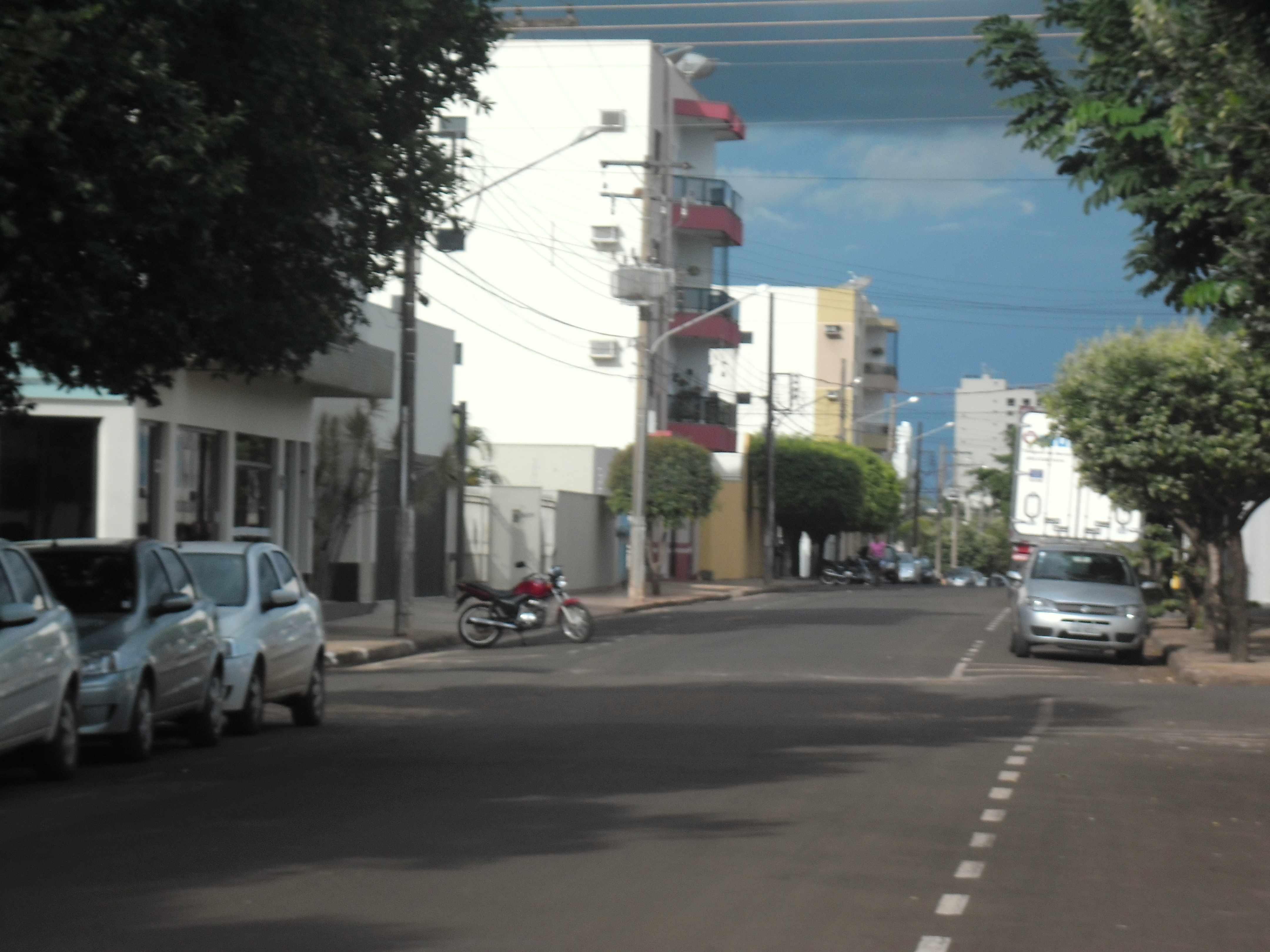
Rua Antônio José da Silva.

Cerca de 65% das famílias tangaraenses residem em imóveis próprios ou quitados. O mercado imobiliário está em plena ascensão, o que beneficia a construção civil e a mantém sempre aquecida. Novos loteamentos são inaugurados frequentemente e há uma procura intensa por residências, apartamentos e salas comerciais. Grande parte do município conta com água tratada, energia elétrica, limpeza urbana, telefonia fixa, telefonia celular e internet.
O fornecimento de energia elétrica é feito pela empresa Energisa, que controla Cemat (Centrais Elétricas Matogrossenses), cuja sede se localiza em Cuiabá. O serviço de saneamento, como tratamento de água, esgoto e coleta de lixo é realizado por uma autarquia municipal, o SAMAE - Serviço Autônomo Municipal de Água e Esgoto de Tangará da Serra. Na Rede Bancária, a população conta com as agências do Banco da Amazônia, Banco do Brasil, Bradesco, Banco Itaú, Banco Santander, Caixa Econômica Federal, Sicredi, Unicred e Sicoob. Os habitantes e turistas de Tangará da Serra também contam com diversas opções de supermercados, restaurantes, bares, lanchonetes, franquias especializadas, locadora de imóveis, opções de entretenimento e uma crescente rede de hotéis. Na região urbana, há a cobertura das operadoras de celular Claro, Oi, TIM e Vivo e também o acesso 3G e 4G. O código de área de discagem direta a distância (DDD) é 65 e o Código de Endereçamento Postal (CEP) varia de 78.300-000 a 78.300-999.
Existem diversos jornais impressos em circulação, como o Diário da Serra, Tribuna de Tangará, O Tangaraense, Guia de Negócios e o Jornal de Domingo. Também circulam jornais de outras cidades do estado. Ainda na mídia impressa, a cidade conta com as seguintes revistas: Revista Imagem, Revista Styllo Mato Grosso/ Styllo Vip e Revista Vejaki. Dentre as rádios, destacam-se a Radio Tangará (640 kHz), Serra FM 104.9 MHz, a Gazeta FM 98.9 MHz e a Band FM 92.1 MHz, legalizadas pela ANATEL. Além dessas estações de Tangará da Serra, em alguns pontos da cidade é possível captar o áudio das rádios: Canavial FM (Denise) (96.9), Regional FM (Arenápolis) (98.1) e Difusora AM e FM (Cáceres) (820-AM / 102.3-FM).
Há canais de Televisão nas faixas Very High Frequency (VHF) e em Ultra High Frequency (UHF), a cidade tem 6 emissoras geradoras de televisão sendo elas a TV Centro América Tangará da Serra (Rede Globo), a TV Vale (RecordTV), a TV Cidade Verde, a Bem TV (SBT), a TV Viva (TV Nazaré) e RedeTV! Tangará (RedeTV!). Foi a primeira cidade do interior de Mato Grosso a receber o sinal digital em alta definição, através da TV Centro América.

## Subdivisões e Distritos
Além do distrito sede, o município encontra-se atualmente dividido em quatro distritos:
- Progresso: com população de 1.902 habitantes, conforme o Censo de 2010, possui uma área de 112.686,72 m² e está distante em cerca de 20 km da sede do município. Foi criado em 12 de maio de 1977, através da Lei Estadual nº 3852 e anexado ao recém criado município de Tangará da Serra. A história deste distrito se confunde com a própria história de Tangará da Serra. O espaço onde hoje se constitui o distrito recebe migrantes desde a década de 1950. As primeiras famílias que chegaram dedicavam-se à agricultura familiar, com o cultivo de arroz, feijão e milho. Enquanto a colonização urbana e rural de Tangará da Serra se consolidava, a área que hoje compõe o atual Distrito de Progresso também ia se consolidando como parte do futuro município.  Em meados da década de 1960, o senhor Carlos Tayano autorizava o filho Pedro Alberto Tayano a vender as terras onde seria criado o Loteamento Progresso. O espaço urbano de Progresso foi organizado e consolidado com traçado regular, estando claras as pretensões de transformar o local em uma cidade, porém Tangará da Serra se desenvolveu mais rápido, transformando-se em município e incorporando a área do atual distrito.
- São Joaquim do Boche: com população de 689 habitantes, foi criado pela Lei Estadual nº 4081 de 10 de julho de 1979.
- São Jorge: com população de 3.332 habitantes, foi criado pela Lei Estadual nº 4388 de 16 de novembro de 1981.
- Triângulo

Na área rural, grande parte do território do Assentamento Antônio Conselheiro, considerado o maior da América Latina, está localizada dentro da área do município.

## Área urbana

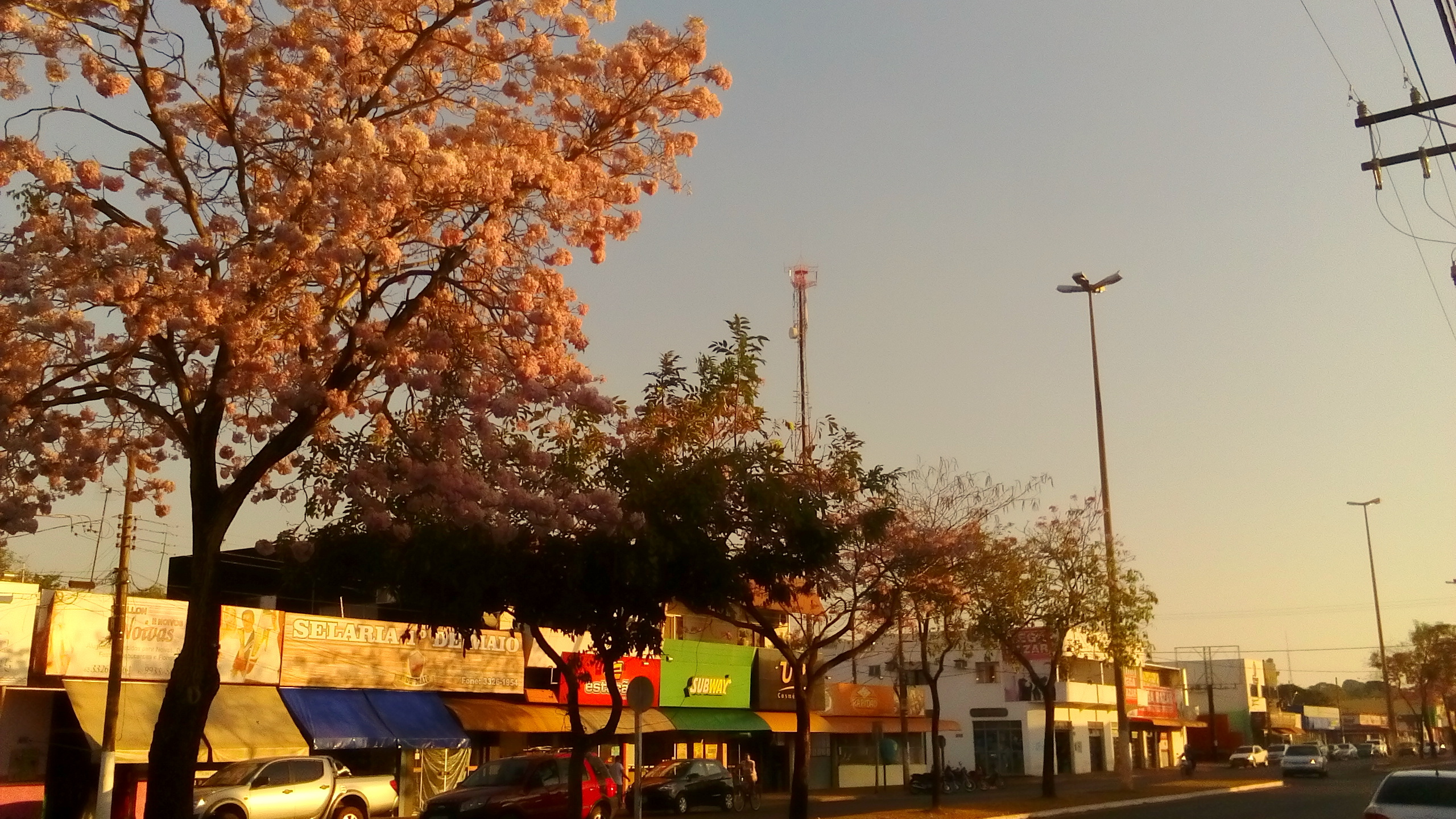
Ipês floridos na Avenida Brasil. As principais avenidas da cidade foram arborizadas com ipês.

A cidade está dividida em 28 bairros e possui cerca de 110 loteamentos e residenciais. Uma revisão no Plano Diretor do município permitiu melhor Delimitação Territorial e maior organização da área urbana de Tangará da Serra.
Tangará da Serra foi organizada seguindo alguns critérios urbanísticos, possuindo, na maior parte de sua área urbana, traçado regular, com ruas largas e áreas verdes. O projeto arquitetônico da cidade foi criado pelo arquiteto Américo Carnevali. As principais ruas e avenidas de Tangará da Serra levam nomes de pioneiros e personalidades que contribuíram para com o desenvolvimento do município, enquanto outras levam o nome de estados e cidades brasileiras, embora em algumas localidades a antiga nomenclatura por número ainda seja popular. A rotatória no cruzamento da Avenida Brasil com a Avenida Presidente Tancredo Neves possui um belo jardim e marca a divisão da cidade em quatro setores: Norte (N), Sul (S), Leste (L) e Oeste (W), representados pela sigla em inglês.

### Bairros
Em 2016, após o Novo Plano Diretor do Município, os mais de 100 loteamentos e residenciais de Tangará da Serra foram agrupados, permitindo assim maior organização na nomenclatura e ordenamento do espaço urbano do município. Quanto à nomenclatura, levou-se em consideração os nomes mais antigos e conhecidos, respeitando uma série de critérios padronizados. Os loteamentos foram fragmentados e, com isso, em alguns casos, partes distintas de um mesmo loteamentos foram agrupadas em bairros diferentes, conforme os critérios utilizados. Além do Centro, o município possui 28 bairros, de acordo com a última revisão no Plano Diretor:
| Bairro                   | Loteamentos |
| ------------------------ | --- |
| Centro                   | Centro |
| Jardim Goiás             | Jardim Acapulco, Estádio, Vila Goiás, Jardim Maringá, Jardim São Marcos, Jardim Paulista, Jardim Coelho, Jardim San Rafael, Jardim Planalto, Vila Londrina                                  |
| Jardim Shangri-lá        | Jardim Shangri-lá, Jardim Santa Marta, Jardim Alto Alegre, Jardim Uirapuru I, Jardim Uirapuru II, Nova Londrina                                                                             |
| Jardim dos Ipês          | Jardim dos Ipês |
| Jardim Alto da Boa Vista | Residencial Alto da Boa Vista, Jardim Industriário |
| Jardim Aeroporto         | Cidade Universitária, Setor Industrial, Jardim Aeroporto |
| Jardim Nazaré            | Vila Nazaré, Jardim São Luiz, Jardim Porto Seguro |
| Parque Universitário     | Cidade Alta IV |
| Jardim Rio Preto         | Vila Portuguesa, Jardim Acácia, Vila Santa Terezinha, Jardim Itapirapuã, Jardim Rio Preto, Jardim Shangri-lá.                                                                               |
| Jardim Cidade Alta       | Vila Real, Santa Inês, Cidade Alta, Cidade Alta II, Jardim Talismã, Condomínio Residencial Royal Park, Cidade Alta III, Cidade Alta V                                                       |
| Parque Figueira          | Jardim Ipanema |
| Jardim Esmeralda         | Vila Esmeralda I, Vila Esmeralda II, Jardim Figueira, Jardim Presidente, Jardim Vitória, Residencial San Diego I, Residencial San Diego II                                                  |
| Jardim Monte Líbano      | Jardim Monte Líbano, Cidade Alta III, Cidade Alta V |
| Jardim Acácia            | Jardim Tangará II, Jardim América, Vila Santo Antônio, Jardim Amélia I, Jardim Amélia II, Jardim Dias, Jardim São Simião, Nações Unidas, Jardim Tangará, Vila São Pedro, Jardim Acácia      |
| Parque Tangará           | Jardim Tangará II, Jardim Califórnia |
| Jardim Santa Lúcia       | Jardim Itália, Jardim Santa Amália, Jardim Santa Lúcia, Jardim São José, Jardim Santa Luzia, Jardim Tangará, Residencial Bigolin, Vila Araputanga, Jardim Tangará II                        |
| Jardim Morada do Sol     | Residencial Barcelona, Residencial Valência I, Morada do Sol |
| Jardim Parque da Serra   | Parque da Serra |
| Jardim Burits            | Jardim Buritis, Bela Vista |
| Jardim Dona Júlia        | Residencial Dona Júlia I, Residencial Dona Júlia II, Jardim Atlântida, Jardim Nossa Senhora Aparecida                                                                                       |
| Parque das Mansões       | Parque Mansões, Jardim Tanaka, Jardim do Lago, Jardim do Lago II, Jardim Olímpico |
| Jardim Tarumã            | Jardim Olímpico, Cohab Tarumã, Novo Tarumã, Tarumã II, Altos do Tarumã, Parque Tarumã |
| Jardim Tanaka            | Jardim Pomares, Jardim São Cristóvão, Jardim Eldorado, Jardim do Amor, Jardim Tanaka, Jardim do Lago, Jardim Mirante I, Jardim Mirante II, Vila Horizonte, Jardim Santiago, Jardim Olímpico |
| Jardim Horizonte         | Vila Horizonte, Jardim São Domingos, Jardim Santiago, Jardim Eldorado, Jardim 13 de Maio, Jardim Santa Izabel, Jardim Rosalino, Jardim Angola, Jardim Paraíso                               |
| Jardim São Paulo         | Parque do Bosque, Jardim Taiamã, Residencial Horizonte, Jardim São Paulo |
| Jardim Mituo             | Jardim Paraíso, Jardim Santa Izabel, Vale do Sol I, Vale do Sol II, Vila Horizonte |
| Jardim Europa            | Jardim Angola, Jardim Primavera, Jardim Europa I, Jardim Europa II, Jardim Paraíso, Jardim Balneário I, Jardim Balneário II                                                                 |
| Jardim Floriza           | Jardim Europa, Jardim Floriza, Jardim do Sul I, Jardim do Sul II |

### Principais vias públicas

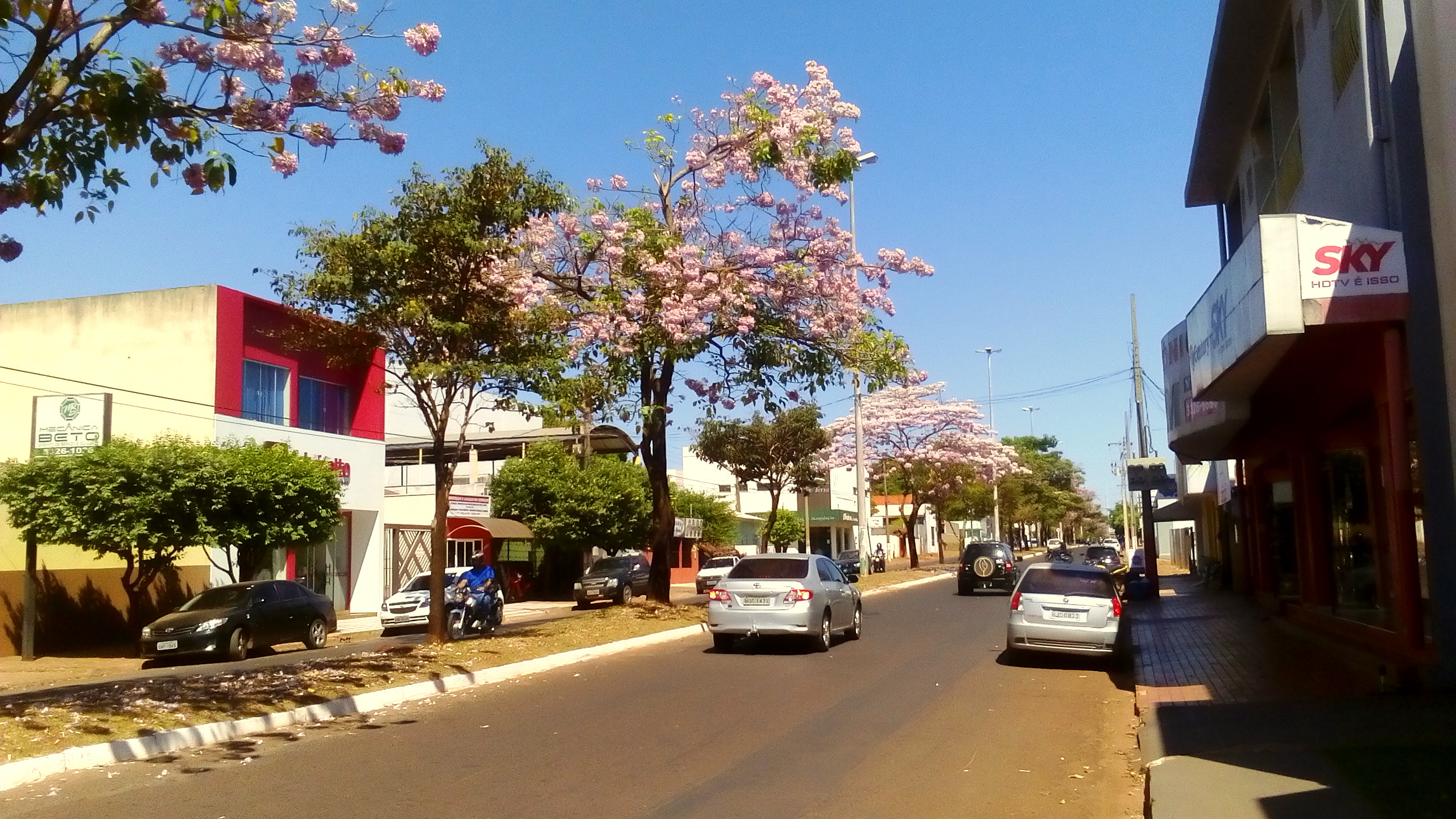
Avenida Ismael José do Nascimento

| - Avenida Brasil - Avenida Presidente Tancredo de Almeida Neves - Avenida Ismael José do Nascimento - Avenida Lions Internacional - Avenida Vereador Nilo Torres - Avenida Mato Grosso - Avenida Paraná - Avenida Cuiabá - Avenida Brasília - Avenida Tangará - Avenida Ramon Sanches Marques | - Rua Antônio Hortolani - Rua Júlio Martinez Benevides - Rua Deputado Hitler Sansão - Rua Celso Rosa Lima - Rua Sebastião Barreto - Rua São Paulo - Rua Manoel Dionísio Sobrinho (02) - Rua José Corsino - Rua Olívio de Lima (04) - Rua João do Prado Arant - R. Néftes de Carvalho (19) | - Rodovia MT-358 - Rodovia MT-480 |

### Principais logradouros públicos
| - Praça da Bíblia - Praça dos Pioneiros - Memorial dos Pioneiros - Bosque Municipal | - Estádio Mané Garrincha - Ginásio Jurandir Santos de Oliveira - Módulo Esportivo - Ginásio de Esportes Douglas Poyane - Vila Olímpica Rei Pelé |  |

## Esporte
- Associação Atlética Serra
- Estádio: Mané Garrincha - 4.000 Pessoas[56]
- Associação de Tangaraense de Automobilismo ATA
- Associação Ciclística da Serra
- Associação Tangaraense de Handebol
- Liga Esportiva de Tangará da Serra
- Associação Tangaraense de Atletismo
- Associação Esportiva Tangaraense
- Associação Tangaraense de Beisebol
- Associação de Ciclismo Tangaraense
- Associação Tangaraense de Futebol Americano
- Associação Tangaraense de Xadrez
- Associação Tangaraense de Redação

## Cultura e lazer
A Secretaria Municipal de Educação e Cultura (SEMEC) é a responsável pelo planejamento e organização cultural do município, visando a criação de projetos, programas e atividades que fortaleçam o desenvolvimento educacional e cultural. Tangará da Serra também conta com o Centro Cultural Pedro Alberto Tayano, inaugurado na década de 1990, sendo uma referência na região, este possui uma biblioteca municipal e espaço para a realização de apresentações de música e teatro, palestras e simpósios, conferências, exposições artísticas e outras áreas.
A cidade também é palco de diversos eventos ao longo do ano. Frequentemente são realizados shows, festas, desfiles, competições, exposições, cavalgadas, bailes, feiras, dentre outros. A população também conta com casas noturnas, barzinhos e centros de eventos. Há também o Centro de Tradições Gaúchas (CTG) - "Aliança da Serra" e o Centro de Tradições Nordestinas (CTN) - "Gonzagão".

## Turismo
Quanto aos atrativos turísticos, o município é privilegiado com beleza natural surpreendente. O principal parque urbano da cidade é o Parque Natural Ilto Ferreira Coutinho, mais conhecido como Bosque Municipal, localizado na área central da cidade. No interior do município, existem inúmeros pontos turísticos. Tangará da Serra conta com locais apropriados para a prática da pesca desportiva. Além disso, o município possui natureza propícia para a prática de esportes radicais, como o rafting, escalada, trilhas, canoagem e rapel.

### Pontos turísticos
Principais Pontos Turísticos
- Cachoeira Salto das Nuvens - A cachoeira é formada pelo Rio Sepotuba, tendo logo após a queda uma praia natural de água doce.

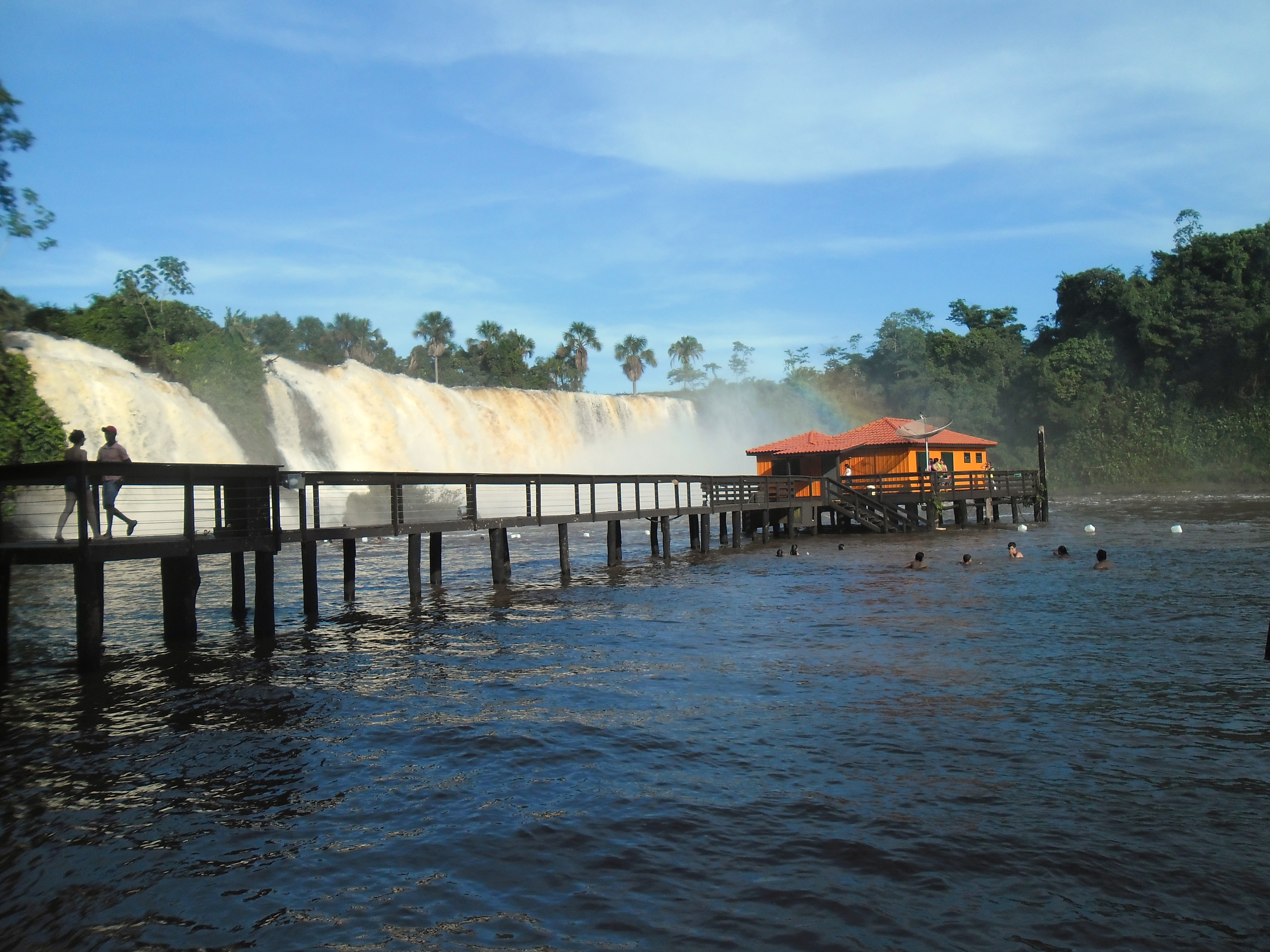
Cachoeira Salto das Nuvens.

- Cachoeira Salto Maciel - A cachoeira é formada pelo Rio Sepotuba com sequência de corredeiras entre rochas.

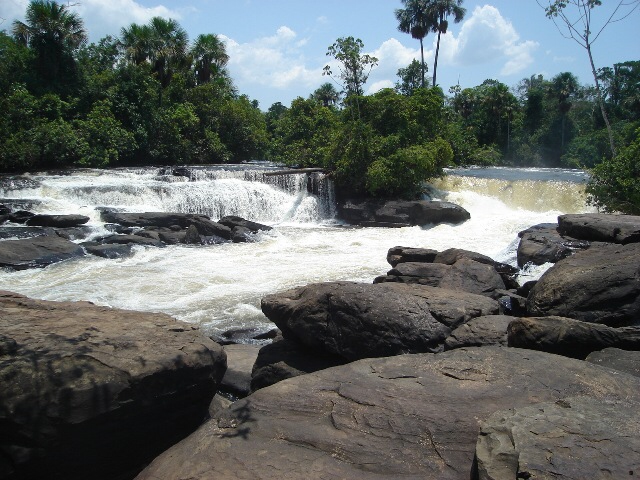
Cachoeira Salto Maciel.

- Cachoeira do Formoso - A cachoeira está localizada em uma área indígena junto à Aldeia do Formoso. Outras atividades possíveis são a flutuação no Rio Bonito e a visita a gruta sagrada dos índios Paresi.
- Cachoeiras do Juba - A cachoeira é formada pelo Rio Juba (um dos principais afluentes do Rio Sepotuba), tendo logo após a queda uma praia natural de água doce.

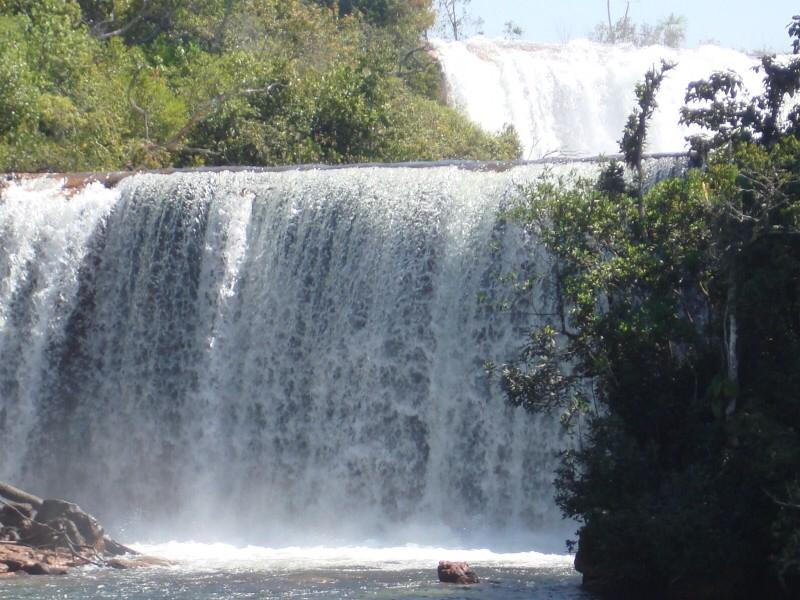
Cachoeiras do Juba.

- Bosque Municipal Ilto Ferreira Coutinho - O parque é a maior reserva ambiental localizada dentro da área urbana de Tangará da Serra. Possui uma vegetação de transição entre Cerrado e Floresta Amazônica.

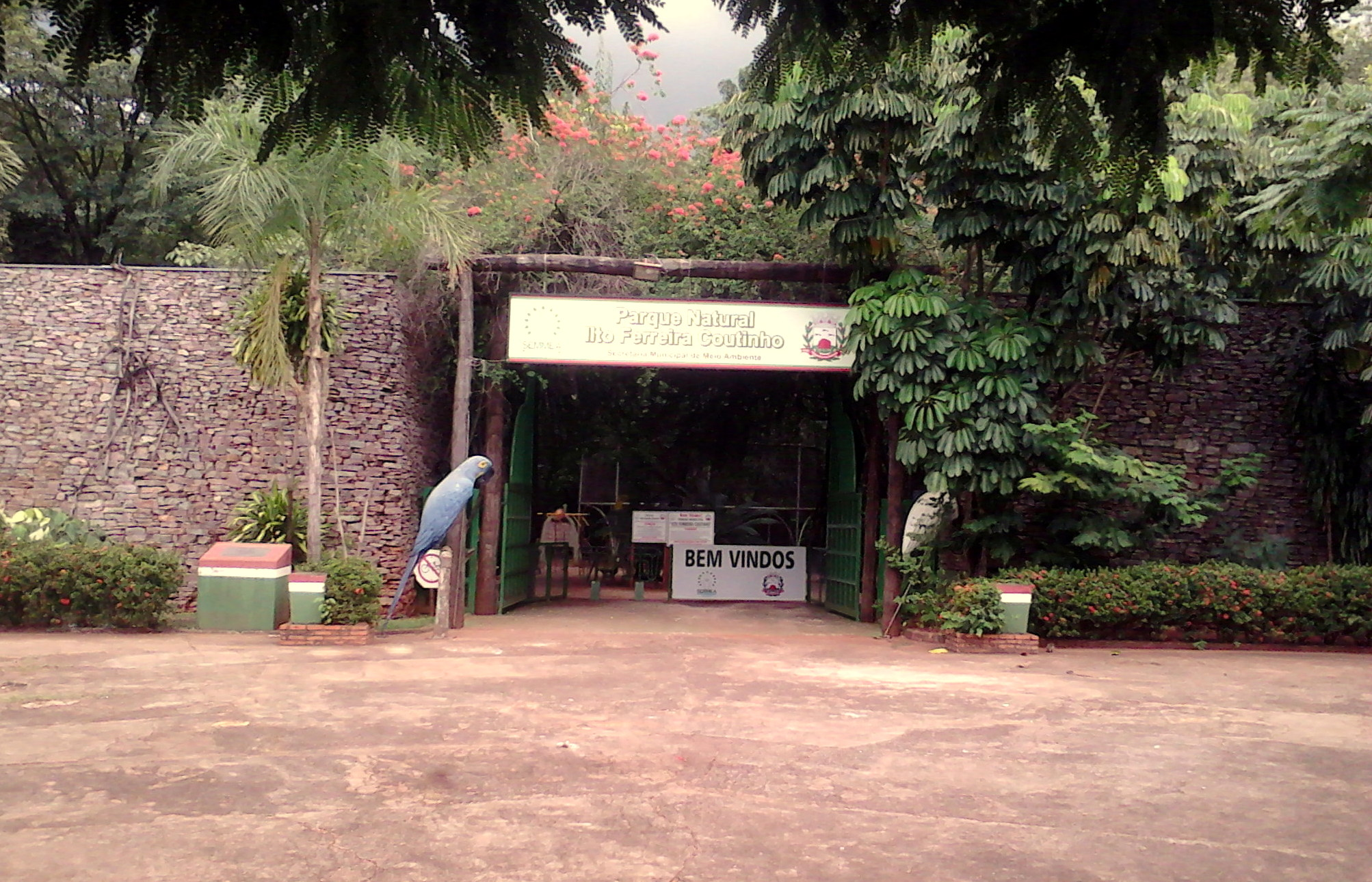
Entrada do Bosque

- Cachoeira Queima-Pé - A cachoeira é formada pelo Rio Queima-Pé, possui 18 metros de altura, onde é possível tomar banho na cachoeira e praticar esportes radicais como rapel guiado e cascading.

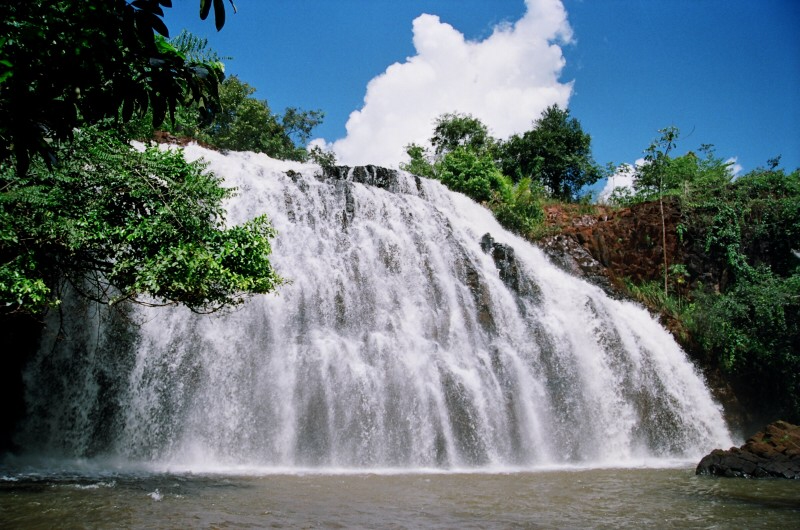
Cachoeira Queima-Pé.

- Cachoeira Cortina da Onça - A cachoeira é um ótimo cenário para quem gosta de desfrutar de muita aventura e de uma paisagem encantadora.

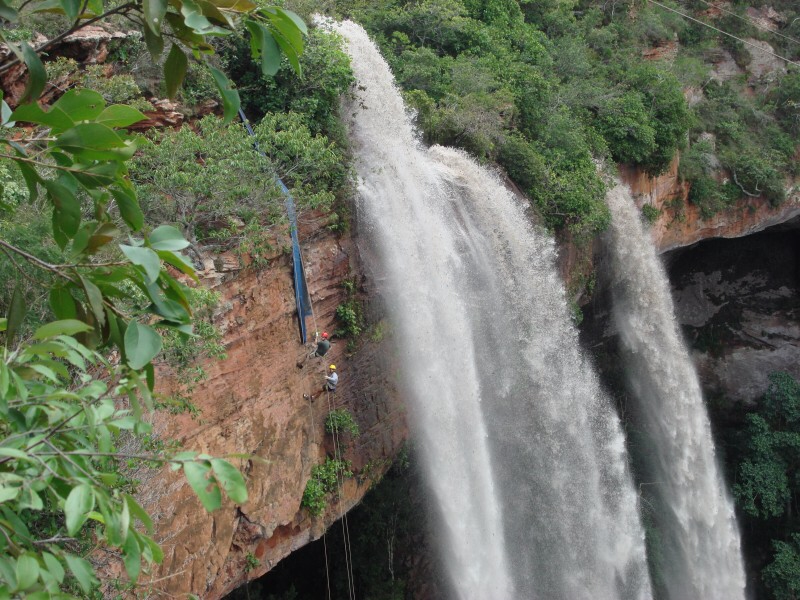
Cachoeira Cortina da Onça.

- Pedra Solteira - A Pedra Solteira está situada na Serra Tapirapuã e é marco histórico e divisor dos municípios de Tangará da Serra e Nova Olímpia (Mato Grosso).

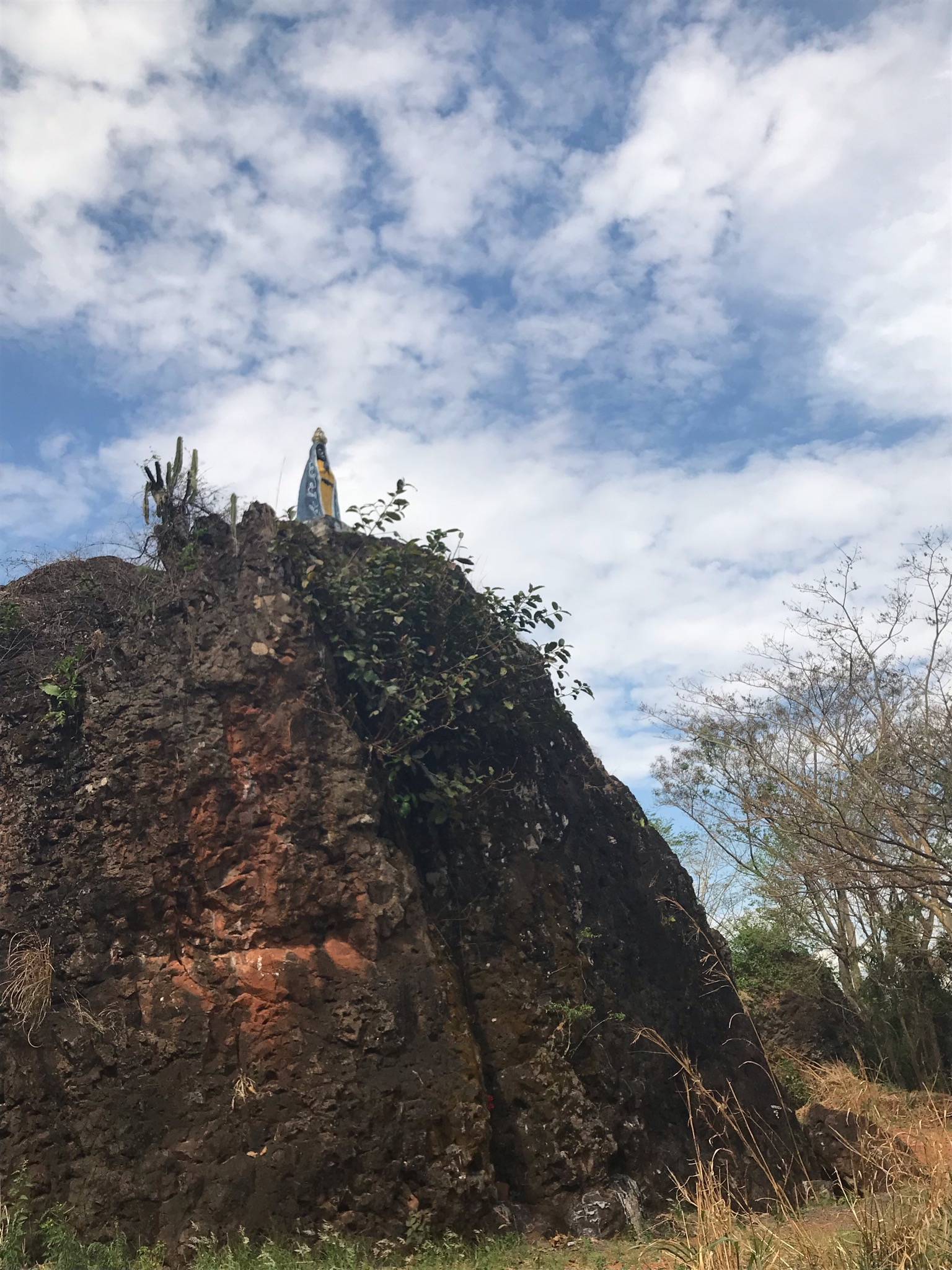
Pedra Solteira.

Outras atrações
- Cachoeira Maracanã
- Gruta dos Morcegos
- Cachoeira Coqueiral
- Pousada e Pesqueiro Piracema
- Estância Amazonas
- Recanto Haras JJ
- Recanto do Paraíso
- Cachoeira da Paraíso
- Estância Modelo
- Estância Mato Grosso
- Recanto Touro Ventania
- Balneário Biquinha
- Casa de Rondon

### Exposerra
A Exposerra é uma grande feira agropecuária, realizada pelo Sindicato Rural de Tangará da Serra, onde pequenas e grandes empresas expõem seus produtos e serviços. Durante o evento também acontece o tradicional rodeio, além de shows de cantores e bandas nacionais. O público estimado em todas as edições ultrapassa 100 mil pessoas. Já foi realizada no mês de maio, junto ao aniversário do município, e desde 2007 é realizada anualmente no mês de setembro.

## Feriados
Além dos Feriados Nacionais, o município reconhece outras duas datas anuais como sendo feriado decretado: o dia 13 de maio, por ser a data de aniversário do município. De acordo com a lei federal nº 9.093 de 12 de setembro de 1995, os municípios podem ter no máximo quatro feriados municipais, já incluída a Sexta-Feira Santa.